# Mala'
Il Malāʾ (in arabo ملأ‎?, lett. "raduno") era una sorta di senato cittadino di Mecca, che radunava i vari capi dei clan e le personalità più ricche e influenti dei Quraysh per prendere le decisioni politiche e sociali più rilevanti per la conduzione della città: dalla conduzione della guerra alla circoncisione dei bambini, dall'abbigliamento delle spose all'organizzazione delle principali carovane da e per lo Yemen e la Siria.
Il luogo dove si riuniva il malāʾ si trovava a nord della Kaʿba ed era chiamato Dār al-nadwa (Sede dell'assemblea). Se ne faceva risalire l'istituzione al mitico fondatore di fatto della tribù dei Quraysh, Quṣayy, antenato di Maometto, che avrebbe affidato la custodia e la protezione dell'edificio al gruppo di Meccani, noto come ʿAbd al-Dār, prima che questa onorifica funzione passasse nelle mani del clan dei B. ʿAbd Manāf e al lignaggio dei B. Hāshim, di cui faceva parte Maometto.
Sopravvissuta anche dopo la nascita dell'Islam, la Dār al-nadwa passò nelle mani di Ḥakīm b. Ḥizām, che poi la vendette a Muʿāwiya per 100.000 dirham, e fu adoperata durante il califfato omayyade come luogo di residenza califfale in occasione dei pellegrinaggi).
La Dār al-nadwa si trovava dalla parte del Ḥigr, vicino al Maqām al-ḥanafī (il luogo di raduno del madhhab hanafita in occasione del Ḥajj). Fu inglobata nel Masjid al-Haram di Mecca all'epoca del califfo abbaside al-Muʿtaḍid e un tempo ospitava una delle porte d'ingresso allo spiazzo antistante la Kaʿba.